# Homme fort (politique)
En politique, un homme fort est un dirigeant politique appliquant ses mesures par force et conduisant la plupart du temps un État autoritaire ou totalitaire. Un homme fort n'est pas nécessairement un chef de l'État, ni il a nécessairement des fonctions administratives ou politiques au sein d'un gouvernement ou d'un État : les journalistes usent de ce terme pour qualifier un individu politique ou militaire charismatique qui exerce une influence envers le gouvernement bien supérieure à ce que la constitution nationale autorise. Le général Manuel Noriega, par exemple, était souvent nommé « l'homme fort du Panama » en raison de l'influence extraordinaire qu'il avait sur le gouvernement panaméen, en dépit du fait qu'il n'était pas président. De la même manière, un régime dur, fort, ne signifie pas qu'il est dirigé par un homme fort,.

## Hommes forts
Ci-dessous la liste de personnalités politiques ayant été qualifiées d'homme fort de manière explicite ou implicite (en anglais strongman).
| Pays                   | Personnalité                   |
| ---------------------- | ------------------------------ |
| Afghanistan            | Mohammed Daoud Khan            |
| Afghanistan            | Nour Mohammad Taraki           |
| Afghanistan            | Hafizullah Amin                |
| Afghanistan            | Babrak Karmal                  |
| Afghanistan            | Mohammad Najibullah            |
| Afghanistan            | Mohammed Omar                  |
| Afghanistan            | Gulbuddin Hekmatyar            |
| Afghanistan            | Hamid Karzai                   |
| Afrique du Sud         | Hendrik Verwoerd               |
| Afrique du Sud         | John Vorster                   |
| Afrique du Sud         | Pieter Willem Botha            |
| Afrique du Sud         | Paul Kruger                    |
| Albanie                | Enver Hoxha                    |
| Algérie                | Houari Boumediene              |
| Algérie                | Abdelaziz Bouteflika           |
| Allemagne              | Otto von Bismarck              |
| Allemagne              | Erich Ludendorff               |
| Allemagne              | Adolf Hitler                   |
| Allemagne de l'Est     | Walter Ulbricht                |
| Allemagne de l'Est     | Erich Honecker                 |
| Allemagne de l'Ouest   | Konrad Adenauer                |
| Allemagne              | Helmut Kohl                    |
| Angleterre             | Oliver Cromwell                |
| Angola                 | José Eduardo dos Santos        |
| Argentine              | Juan Perón                     |
| Argentine              | Jorge Rafael Videla            |
| Argentine              | Leopoldo Galtieri              |
| Arménie                | Garéguine Njdeh                |
| Arménie                | Vazgen Sargsyan                |
| Autriche               | Engelbert Dollfuss             |
| Autriche               | Kurt Schuschnigg               |
| Azerbaïdjan            | Heydar Aliyev                  |
| Azerbaïdjan            | Ilham Aliyev                   |
| Bangladesh             | Ziaur Rahman                   |
| Bangladesh             | Hossain Mohammad Ershad        |
| Bénin                  | Mathieu Kérékou                |
| Biélorussie            | Alexandre Loukachenko          |
| Birmanie               | Ne Win                         |
| Birmanie               | Saw Maung                      |
| Birmanie               | Than Shwe                      |
| Bolivie                | Hugo Banzer                    |
| Bolivie                | Evo Morales                    |
| Brésil                 | Getúlio Vargas                 |
| Brésil                 | Jair Bolsonaro                 |
| Bulgarie               | Georgi Dimitrov                |
| Bulgarie               | Todor Zhivkov                  |
| Burkina Faso           | Blaise Compaoré                |
| Burundi                | Michel Micombero               |
| Burundi                | Jean-Baptiste Bagaza           |
| Burundi                | Pierre Buyoya                  |
| Burundi                | Pierre Nkurunziza              |
| Cambodge               | Lon Nol                        |
| Cambodge               | Pol Pot                        |
| Cambodge               | Hun Sen                        |
| Cameroun               | Ahmadou Ahidjo                 |
| Cameroun               | Paul Biya                      |
| Canada                 | Pierre Trudeau                 |
| Centrafrique           | Jean-Bedel Bokassa             |
| Centrafrique           | Francois Bozize                |
| Centrafrique           | Michel Djotodia                |
| Chili                  | Augusto Pinochet               |
| Chine                  | Chiang Kai-shek                |
| Chine                  | Mao Zedong                     |
| Chine                  | Deng Xiaoping                  |
| Chine                  | Xi Jinping                     |
| Colombie               | Gustavo Rojas Pinilla          |
| Congo-Brazzaville      | Denis Sassou-Nguesso           |
| Congo-Kinshasa         | Laurent-Désiré Kabila          |
| Corée du Nord          | Kim Il-sung                    |
| Corée du Nord          | Kim Jong-il                    |
| Corée du Nord          | Kim Jong-un                    |
| Corée du Sud           | Syngman Rhee                   |
| Corée du Sud           | Park Chung-Hee                 |
| Corée du Sud           | Chun Doo-hwan                  |
| Côte d'Ivoire          | Félix Houphouët-Boigny         |
| Côte d'Ivoire          | Laurent Gbagbo                 |
| Croatie                | Ante Pavelić                   |
| Croatie                | Franjo Tudjman                 |
| Cuba                   | Gerardo Machado                |
| Cuba                   | Fulgencio Batista              |
| Cuba                   | Fidel Castro                   |
| Cuba                   | Raúl Castro                    |
| Djibouti               | Hassan Gouled Aptidon          |
| Djibouti               | Ismaïl Omar Guelleh            |
| République dominicaine | Rafael Trujillo                |
| Égypte                 | Gamal Abdel Nasser             |
| Égypte                 | Anouar el-Sadate               |
| Égypte                 | Hosni Moubarak                 |
| Égypte                 | Abdel Fattah el-Sisi           |
| Équateur               | José María Velasco Ibarra      |
| Équateur               | Rafael Correa                  |
| Érythrée               | Isaias Afwerki                 |
| Espagne                | Miguel Primo de Rivera         |
| Espagne                | Francisco Franco               |
| Estonie                | Konstantin Päts                |
| États-Unis             | Andrew Jackson                 |
| États-Unis             | Theodore Roosevelt             |
| États-Unis             | Franklin D. Roosevelt          |
| États-Unis             | Donald Trump,                  |
| Éthiopie               | Mengistu Haile Mariam          |
| Éthiopie               | Meles Zenawi                   |
| Fidji                  | Frank Bainimarama              |
| Finlande               | Carl Gustaf Emil Mannerheim    |
| Finlande               | Urho Kekkonen                  |
| France                 | Napoléon Bonaparte             |
| France                 | Louis-Napoléon Bonaparte       |
| France                 | Georges Clemenceau             |
| France                 | Philippe Pétain                |
| France                 | Charles de Gaulle              |
| Gabon                  | Omar Bongo                     |
| Gambie                 | Dawda Jawara                   |
| Gambie                 | Yahya Jammeh                   |
| Géorgie                | Edouard Chevardnadze           |
| Ghana                  | Kwame Nkrumah                  |
| Ghana                  | Jerry Rawlings                 |
| Grèce                  | Eleftherios Venizelos          |
| Grèce                  | Ioannis Metaxas                |
| Grèce                  | Georgios Papadopoulos          |
| Grèce                  | Dimitrios Ioannidis            |
| Guatémala              | Jorge Ubico Castañeda          |
| Guatémala              | Manuel Estrada Cabrera         |
| Guatémala              | Efraín Ríos Montt              |
| Guinée                 | Ahmed Sékou Touré              |
| Guinée                 | Lansana Conté                  |
| Guinée                 | Fodé Bangoura,                 |
| Guinée                 | Moussa Dadis Camara            |
| Guinée équatoriale     | Francisco Macías Nguema        |
| Guinée équatoriale     | Teodoro Obiang Nguema Mbasogo  |
| Guyana                 | Forbes Burnham                 |
| Haïti                  | Paul Magloire                  |
| Haïti                  | Francois Duvalier              |
| Haïti                  | Jean-Claude Duvalier           |
| Honduras               | Tiburcio Carías Andino         |
| Hongrie                | Miklós Horthy                  |
| Hongrie                | Ferenc Szálasi                 |
| Hongrie                | Mátyás Rákosi                  |
| Hongrie                | János Kádár                    |
| Hongrie                | Viktor Orbán                   |
| Inde                   | Jawaharlal Nehru               |
| Inde                   | Indira Gandhi                  |
| Inde                   | Narendra Modi                  |
| Indonésie              | Sukarno                        |
| Indonésie              | Suharto                        |
| Iran                   | Mohammad Reza Pahlavi          |
| Iran                   | Rouhollah Khomeini             |
| Iraq                   | Ahmed Hassan al-Bakr           |
| Iraq                   | Saddam Hussein                 |
| Irlande                | Charles Stewart Parnell        |
| Irlande                | Éamon de Valera                |
| Israël                 | David Ben Gourion              |
| Israël                 | Yitzhak Rabin                  |
| Israël                 | Ariel Sharon                   |
| Israël                 | Benyamin Netanyahou            |
| Italie                 | Francesco Crispi               |
| Italie                 | Benito Mussolini               |
| Italie                 | Bettino Craxi                  |
| Italie                 | Silvio Berlusconi              |
| Japon                  | Hideki Tojo                    |
| Japon                  | Shigeru Yoshida                |
| Japon                  | Nobusuke Kishi                 |
| Japon                  | Eisaku Satō                    |
| Japon                  | Kakuei Tanaka                  |
| Japon                  | Shinzō Abe                     |
| Kazakhstan             | Noursoultan Nazarbaïev         |
| Kenya                  | Jomo Kenyatta                  |
| Kenya                  | Daniel Arap Moi                |
| Kenya                  | Uhuru Kenyatta                 |
| Kirghizistan           | Askar Akaïev                   |
| Kirghizistan           | Kourmanbek Bakiev              |
| Lettonie               | Kārlis Ulmanis                 |
| Liban                  | Fouad Chéhab                   |
| Liban                  | Bachir Gemayel                 |
| Liban                  | Amine Gemayel                  |
| Liban                  | Hassan Nasrallah               |
| Libéria                | William Tubman                 |
| Libéria                | Samuel Doe                     |
| Libéria                | Charles Taylor                 |
| Libye                  | Mouammar Kadhafi               |
| Lituanie               | Antanas Smetona                |
| Macédoine du Nord      | Nikola Gruevski                |
| Madagascar             | Didier Ratsiraka               |
| Malaisie               | Mahathir Mohamad               |
| Malawi                 | Hastings Banda                 |
| Malawi                 | Bingu wa Mutharika             |
| Maldives               | Maumoon Abdul Gayoom           |
| Mali                   | Moussa Traoré                  |
| Mauritanie             | Maaouiya Ould Sid'Ahmed Taya   |
| Mauritanie             | Ely Ould Mohamed Vall          |
| Mauritanie             | Mohamed Ould Abdel Aziz        |
| Mexique                | Antonio López de Santa Anna    |
| Mexique                | Andrés Manuel López Obrador    |
| Mexique                | Porfirio Díaz                  |
| Moldavie               | Vladimir Voronin               |
| Mongolie               | Horloogiyn Choybalsan          |
| Monténégro             | Milo Đukanović                 |
| Nicaragua              | Anastasio Somoza García        |
| Nicaragua              | Anastasio Somoza Debayle       |
| Nicaragua              | Daniel Ortega                  |
| Niger                  | Hamani Diori                   |
| Niger                  | Seyni Kountché                 |
| Nigéria                | Yakubu Gowon                   |
| Nigéria                | Olusegun Obasanjo              |
| Nigéria                | Ibrahim Babangida              |
| Nigéria                | Sani Abacha                    |
| Nigéria                | Muhammadu Buhari               |
| Empire ottoman         | Ismail Enver Pasha             |
| Ouganda                | Idi Amin Dada                  |
| Ouganda                | Milton Obote                   |
| Ouganda                | Yoweri Museveni                |
| Ouzbékistan            | Islam Karimov                  |
| Pakistan               | Muhammad Ayub Khan             |
| Pakistan               | Muhammad Yahya Khan            |
| Pakistan               | Zulfikar Ali Bhutto            |
| Pakistan               | Muhammad Zia-ul-Haq            |
| Pakistan               | Pervez Musharraf               |
| Palestine              | Yasser Arafat                  |
| Panama                 | Omar Torrijos                  |
| Panama                 | Manuel Noriega                 |
| Paraguay               | Francisco Solano López         |
| Paraguay               | Alfredo Stroessner             |
| Pérou                  | Juan Velasco Alvarado          |
| Pérou                  | Alberto Fujimori               |
| Philippines            | Emilio Aguinaldo               |
| Philippines            | Ferdinand Marcos               |
| Philippines            | Rodrigo Duterte,               |
| Pologne                | Józef Piłsudski                |
| Pologne                | Bolesław Bierut                |
| Pologne                | Wojciech Jaruzelski            |
| Pologne                | Jarosław Kaczyński             |
| Portugal               | António de Oliveira Salazar    |
| Rhodésie               | Ian Smith                      |
| Roumanie               | Ion Antonescu                  |
| Roumanie               | Gheorghe Gheorghiu-Dej         |
| Roumanie               | Nicolae Ceaușescu              |
| Royaume-Uni            | Margaret Thatcher              |
| Russie                 | Vladimir Poutine               |
| Rwanda                 | Juvénal Habyarimana            |
| Rwanda                 | Théoneste Bagosora             |
| Rwanda                 | Paul Kagame                    |
| Salvador               | Maximiliano Hernández Martínez |
| Salvador               | Nayib Bukele                   |
| Sénégal                | Léopold Sédar Senghor          |
| Serbie                 | Slobodan Milošević             |
| Serbie                 | Aleksandar Vučić               |
| Seychelles             | France-Albert René             |
| Sierra Leone           | Siaka Stevens                  |
| Sierra Leone           | Foday Sankoh                   |
| Sierra Leone           | Johnny Paul Koroma             |
| Singapour              | Lee Kuan Yew                   |
| Slovaquie              | Jozef Tiso                     |
| Slovaquie              | Vladimír Mečiar                |
| Slovaquie              | Robert Fico                    |
| Somalie                | Siad Barre                     |
| Somalie                | Mohamed Farrah Aidid           |
| Soudan                 | Gaafar Nimeiry                 |
| Soudan                 | Omar al-Bashir                 |
| Soudan                 | Hassan al-Tourabi              |
| Sri Lanka              | Mahinda Rajapaksa              |
| Suriname               | Dési Bouterse                  |
| Syrie                  | Salah Jedid                    |
| Syrie                  | Hafez al-Assad                 |
| Syrie                  | Bachar al-Assad                |
| Tadjikistan            | Emomali Rakhmon                |
| Taïwan                 | Chiang Ching-kuo               |
| Tanzanie               | Julius Nyerere                 |
| Tchad                  | Hissène Habré                  |
| Tchad                  | Idriss Deby[réf. nécessaire]   |
| Tchécoslovaquie        | Klement Gottwald               |
| Tchécoslovaquie        | Antonín Novotný                |
| Tchécoslovaquie        | Gustáv Husák                   |
| Tchétchénie            | Ramzan Kadyrov                 |
| Thaïlande              | Plaek Phibunsongkhram          |
| Thaïlande              | Sarit Thanarat                 |
| Thaïlande              | Thanom Kittikachorn            |
| Thaïlande              | Prem Tinsulanonda              |
| Thaïlande              | Thaksin Shinawatra             |
| Thaïlande              | Prayuth Chan-ocha              |
| Togo                   | Gnassingbé Eyadema             |
| Tunisie                | Zine El Abidine Ben Ali        |
| Turkménistan           | Saparmurat Niyazov             |
| Turkménistan           | Gurbanguly Berdimuhamedow      |
| Turquie                | Mustafa Kemal Atatürk          |
| Turquie                | İsmet İnönü                    |
| Turquie                | Recep Tayyip Erdoğan           |
| Ukraine                | Leonid Koutchma                |
| Ukraine                | Viktor Yanukovych              |
| Union soviétique       | Joseph Staline                 |
| Union soviétique       | Nikita Khrouchtchev            |
| Union soviétique       | Léonid Brejnev                 |
| Uruguay                | Juan María Bordaberry          |
| Vénézuéla              | José Antonio Páez              |
| Vénézuéla              | Antonio Guzmán Blanco          |
| Vénézuéla              | Juan Vicente Gómez             |
| Vénézuéla              | Marcos Pérez Jiménez           |
| Vénézuéla              | Hugo Chávez                    |
| Vénézuéla              | Nicolás Maduro                 |
| Vietnam du Nord        | Ho Chi Minh                    |
| Vietnam du Nord        | Lê Duẩn                        |
| Vietnam du Sud         | Ngo Dinh Diem                  |
| Vietnam du Sud         | Dương Văn Minh                 |
| Vietnam du Sud         | Nguyên Khanh                   |
| Yémen                  | Ali Abdullah Saleh             |
| Yougoslavie            | Slobodan Milošević             |
| Yougoslavie            | Josip Broz Tito                |
| Zaïre                  | Mobutu Sese Seko               |
| Zambie                 | Kenneth Kaunda                 |
| Zimbabwé               | Robert Mugabe                  |